# Awayland
{Awayland} är ett album av det irländska indiefolkbandet Villagers som släpptes den 11 januari 2013 i Irland och den 14 januari 2013 i Storbritannien på Domino Records.

## Låtlista
Allt skrivet av Villagers.
| Nr           | Titel                           | Längd |
| ------------ | ------------------------------- | ----- |
| 1.           | My Lighthouse                   | 2:59  |
| 2.           | Earthly Pleasure                | 4:10  |
| 3.           | The Waves                       | 5:01  |
| 4.           | Judgement Call                  | 3:23  |
| 5.           | Nothing Arrived                 | 3:46  |
| 6.           | The Bell                        | 5:09  |
| 7.           | {Awayland}                      | 2:35  |
| 8.           | Passing a Message               | 2:59  |
| 9.           | Grateful Song                   | 4:24  |
| 10.          | In a Newfound Land You Are Free | 3:31  |
| 11.          | Rhythm Composer                 | 5:07  |
| Total längd: | Total längd:                    | 41:04 |

## Medverkande
- Conor O'Brien - gitarr, sång
- Tommy McLaughlin - gitarr, albumproducent
- Danny Snow - basgitarr
- James Byrne - trummor, percussion
- Cormac Curran - piano, stråkar